# Mahmadali Kurbonow
Mahmadali Kurbonow (tadż. Маҳмадалӣ Қурбонов; ur. w styczniu 1905 w kiszłaku Uczkurgan k. Fergany, zm. 14 maja 1976) – radziecki i tadżycki polityk, przewodniczący Rady Komisarzy Ludowych Tadżyckiej SRR w latach 1937-1946.
Urodzony w biednej rodzinie tadżyckiej, skończył szkołę średnią i kursy górnicze, pracował jako górnik w obwodzie Osz. 1931-1933 naczelnik kopalni, 1936-1937 ludowy komisarz przemysłu lokalnego i kierownik wydziału KC Komunistycznej Partii (bolszewików) Tadżykistanu ds. przemysłu i transportu, 1937 ludowy komisarz rolnictwa i zastępca przewodniczącego Rady Komisarzy Ludowych Tadżyckiej SRR. 1937-1946 przewodniczący Rady Komisarzy Ludowych Tadżyckiej SRR. Później I zastępca ministra rolnictwa Tadżyckiej SRR, 1947-1949 I zastępca przewodniczącego obwodowego komitetu wykonawczego w Ferganie, 1949-1950 I zastępca ministra przemysłu lekkiego Tadżyckiej SRR, 1950-1957 I zastępca przewodniczącego, a 1957-1960 przewodniczący obwodowego komitetu wykonawczego w Osz. Deputowany do Rady Najwyższej ZSRR 1 i 2 kadencji. Pochowany w Osz.

## Odznaczenia
- Order Lenina (dwukrotnie)
- Order Czerwonego Sztandaru Pracy
- Order „Znak Honoru” (trzykrotnie)
- Order Wojny Ojczyźnianej II klasy

I wiele medali.